# John Carlos Baez
John Carlos Baez (San Francisco, 12 giugno 1961) è un fisico statunitense, docente presso l'Università della California.

## Biografia
Esperto in fisica matematica, è noto per i suoi studi sulle schiume di spin nel campo della gravità quantistica a loop.
Baez è noto nel mondo scientifico per essere l'autore di una rubrica on line, dal titolo This Week's Finds in Mathematical Physics, fondata nel 1993 e caratterizzata da un nutrito seguito a livello mondiale. La rubrica è anche conosciuta per aver diffuso, fra le prime, il concetto di personal weblog.
Baez si è laureato in matematica all'Università di Princeton nel 1982 e ha conseguito una specializzazione al M.I.T. nel 1986 sotto la supervisione di Irving Segal.
È cugino della cantante Joan Baez.